# Naslag (munt)
Een naslag (Engels: restrike, Frans: refrappe, Duits: Neuauflage, Nachprägung) zijn munten die na de officiële aanmuntingsperiode weer zijn gemunt. De bekendste naslag is ongetwijfeld de Maria Theresia thaler van 1780, die nog steeds wordt geproduceerd. 